# جیانگشی ۲۶۱۷
سیارک ۲۶۱۷ (به انگلیسی: 2617 Jiangxi، نامگذاری:1975WO1) دو هزار و ششصد و هفدهمین سیارک کشف شده‌است که در ۲۶ نوامبر ۱۹۷۵ کشف شد.
قدر مطلق سیارک برابر ۱۰٫۴۰ است.